# Owen Roe O'Neill
Eoghan Rua Ó Néill (en irlandés Owen el rojo) anglicanizado como Owen Roe O'Neill (1590-1649), fue un soldado del siglo XVII y uno de los más afamados de la familia O'Neill del Úlster, en la isla de Irlanda.

## Al servicio español
O'Neill era hijo de Art O'Neill, hermano menor de Hugo O'Neill (el gran O'Neill). De joven, dejó Irlanda en el exilio conocido como la «Fuga de los Condes» para escapar de la conquista inglesa de su Úlster nativo. Creció en la Holanda española y pasó 40 años sirviendo en el regimiento irlandés de la Armada española. La mayoría de sus combates los vivió en la guerra de los Ochenta Años contra Holanda, en Flandes, notablemente en el sitio de Arras, donde comandó a la guarnición española. O'Neill era, como muchos de los oficiales irlandeses en el servicio español, contrario a la presencia de ingleses protestantes en Irlanda. 
En 1627, apoyó la petición a la Monarquía Española de invadir Irlanda usando los regimientos irlandeses españoles. O'Neill propuso convertir la isla en una república bajo la protección española, con la idea de evitar disputas internas entre las principales familias católicas, de entre las que se elegiría al futuro príncipe o rey, pero el plan no prosperó. De todos modos en 1642, O'Neill retornó a su tierra natal con 300 veteranos para socorrer la rebelión de 1641.

## Retorno a Irlanda
Por su experiencia militar adquirió el reconocimiento de líder representativo de su clan familiar y también como cabeza de la provincia de Úlster al retornar a la isla a finales de julio de 1642, en el castillo de Doe en Donegal. Sir Phelim O'Neill renunció como comandante de las guarniciones del norte del país en favor de Owen y lo escoltó desde Lough Swilly hasta Charlemont. Sin embargo los celos entre sus parientes más cercanos y las diferencias de Owen con la confederación católica se complicaron. Owen profesó que actuaba en interés de Carlos I; pero su objetivo principal consistía en completar la independencia de Irlanda como país católico, mientras que los ingleses viejos representados por el consejo deseaban asegurar la libertad religiosa y una constitución irlandesa bajo la corona de Inglaterra. Concretamente, O'Neill quería revertir la colonización de la isla y recuperar las tierras ancestrales de su clan. Además, estaba descontento con que la mayoría de los recursos militares de la confederación se le habían concedido al ejército de Leinster comandado por Thomas Preston, también veterano al servicio español y con el que mantenía una intensa rivalidad.
Aunque Owen era un general competente, se encontraba en desventaja numérica respecto al ejército covenanter escocés que había desembarcado en Úlster. Luego de un revés en Clones, tuvo que abandonar el centro de la ciudad, seguido de miles de refugiados que huían ante las posibles represalias de los soldados escoceses por las atrocidades cometidas contra los protestantes durante la rebelión del 1641. O'Neill se quejaba de que la devastación de Úlster lo había dejado «no como un desierto sino como el infierno, si el infierno existiese en la tierra». Hizo lo imposible por detener los asesinatos de civiles protestantes, por lo cual recibió la gratitud de muchos de los colonos. Entre 1642 y 1646 la guerra entró en una fase de estancamiento que aprovechó para entrenar y disciplinar a su ejército. Esta fuerza, escasamente suministrada adquirió muy mala reputación por los saqueos y robos cometidos entre la población civil del norte de Leinster y el sur de Úlster.
En 1646, equipado con los suministros del Nuncio Papal, Giovanni Battista Rinuccini, atacó al ejército covenanter comandado por el comandante-general Robert Monro, que había desembarcado en la isla en abril de 1642. El 5 de junio de 1646 O'Neill se enfrentó a Monro en la batalla de Benburb, en el valle de Blackwater, matando y capturando hasta 3000 escoceses. Sin embargo, Rinuccini lo convocó en el sur y Owen al marchar, dejó a Monro en Carrickfergus sin obtener provecho de la victoria.

## Faccionalismo y desilusión
En marzo de 1646 se firmó un tratado entre el Duque de Ormonde y los católicos, que los comprometió a enviar tropas a Inglaterra para socorrer a los Realistas en la guerra civil inglesa. Sin embargo, los términos para lograr la paz, fueron rechazados por la mayoría de los líderes militares irlandeses y por el clero católico incluyendo al nuncio, Rinuccini. Ormonde envió a O'Neill y a su ejército de Úlster a unirse al de Thomas Preston en Leinster, en un fallido intento de tomar Dublín. Sin embargo, los Confederados sufrieron fuertes derrotas militares el año siguiente a manos de las fuerzas Parlamentaristas en la batalla de la Colina de Dungan y en la batalla de Knocknanauss, conduciéndoles a una moderación de sus demandas y a un nuevo tratado de paz con los Realistas. En este momento O'Neill era el único de los generales irlandeses que rechazaron el tratado y al marcharse de la isla el nuncio papal en febrero de 1649, se encontró aislado.

## Muerte y legado
Sin embargo, antes de que esto se lograse mediante esta combinación, Owen Roe murió el 6 de noviembre de 1649 en el castillo de Clough Oughter en el condado de Cavan. La creencia irlandesa era que había sido envenenado por los ingleses, pero ahora, algunos creen que es más probable que muriese de enfermedad. Bajo las penumbras de la noche, fue enterrado en un convento franciscano en las cercanías de la ciudad de Cavan.
En marzo, los nobles católicos y la burguesía se reunieron en Úlster para nombrar a un comandante que sucediese a Owen, su elección consistió en Heber MacMahon, un arzobispo católico de Clogher, el jefe que había organizado el reciente encuentro en Clonmacnoise. El ejército de Úlster de O'Neill era incapaz de impedir la conquista de Cromwell, a pesar del éxito de la defensa de Clonmel por su sobrino, Hugh Dubh O'Neill, y fue vencido en la batalla de scarrifholis en el condado de Cavan. La mayoría de los supervivientes fueron transportados a España para servir en el ejército español.
En el siglo XIX, los jóvenes de la asociación irlandeses nacionalistas revolucionarios celebraron que O'Neill fuese un patriota irlandés. Thomas Davis escribió una afamada canción sobre él titulada El lamento de Owen Roe que fue popularizada en La Nación, periódico de su publicación.